# Alfred Einstein
Alfred Einstein   (Múnic, 30 de desembre de 1880 - El Cerrito, 13 de febrer de 1952) fou un musicòleg i crític musical alemany. Algunes de les seves grans obres van ser Una breu introducció a la música i El Madrigal italià. Aquest musicòleg és conegut per ser el primer editor de la primera gran revisió del Catàleg Köchel, l'extens catàleg d'obres de Wolfang Amadeus Mozart. Durant més de 40 anys, se'l va considerar com un dels millors musicòlegs de la seva època, i va exercir una gran influència en el pensament musical a Europa i als Estats Units.

## Biografia

### Infantesa
Va néixer a Múnic el 30 de desembre de 1880. El seu pare, Ludwing Einstein, va ser un reeixit comerciant de teles que tenia una botiga al centre de Múnic. La mare d'Alfred Einstein es deia Johanna Guttenstein, també alemanya, va dedicar tota la seva vida als seus tres fills, en Max, la Bertha i l'Alfred, el més petit. El seu germà gran, Max, va aprendre diverses llengües com el francès o l'espanyol i també va rebre una bona educació musical. Finalment, va seguir amb la professió del seu pare.

### Formació
La mare d'Einstein era una dona molt musical, i va decidir apuntar a la seva filla i a Einstein a classes de música, la Bertha a piano i l'Alfred a violí. El seu professor, amb el qual l'Alfred va tenir una llarga amistat, va reconèixer el talent que tenia el seu alumne per la qual cosa després dels concerts el portava a conèixer el director, els artistes i els músics de l'orquestra. Més endavant, Einstein va començar a col·leccionar partitures i als deu anys no es perdia cap actuació o concert a Múnic, amb els quals discutia el programa amb el seu professor. Gràcies a un diari que escrivia cada dia, es conserva quines cartes rebia cada dia, a quins concerts anava i qui el visitava, entre d'altres. Per aquest diari, podem saber que va entrar a l'escola pública al setembre de 1885, i que durant 6 anys va assistir a la Luitpold-Gymnasium, on el seu professor li va deixar accés il·limitat a la biblioteca. Allà, es va familiaritzar amb el llatí, el grec i la literatura alemanya. Alfred, com tot jueu, es va preparar pel seu bar-mitzvah, que el va celebrar el 1894, però va decidir que després d'aquest fet no tornaria a participar activament en la religió.
L'any 1896, es va graduar en el Luitpold-Gymnasium amb molt bones notes. Per acontentar als seus pares, va estar un any (1899-1990) estudiant dret. Però l'Alfred volia estudiar amb el professor i compositor Ludwing Thuille. Finalment, després de posar-se amb contacte amb ell, li va dir que tenia molts alumnes i que entrés el pròxim semestre. A més a més, l'any següent es va matricular a musicologia a la Universitat de Múnic, on el seu mentor va ser Adolf Sandberger i el seu professor de composició va ser Anton Beer-Walbrunn. Allà va realitzar el seu doctorat que se li va ser concedit el 1903 el qual tractava sobre les obres alemanyes per viola de gamba als s. XVl i XVll, i va estar publicat per la Societat d'Investigació Musical.

### Carrera professional
Van ser anys de treball intensiu a les llibreries Europees. Com a resultat dels seus viatges a Itàlia, el seu interès es va concentrar cada vegada més en el desenvolupament de la música italiana en els s.XVl i XVll. El resultat rau en el llibre Història de la música, publicat el 1917.
Durant la següent dècada, va publicar diversos articles en revistes acadèmiques. El 1818, el van anomenar primer editor de la revista de Musicologia Zeitschrift für Musikwissenschaft. I també va ser crític musical a la revista Münchner Post. Com era jueu, va haver de deixar Alemanya. Va viure primer a Londres i després a Florència, i se li va oferir de fer classes a Cambridge, però es va negar. També va residir a Itàlia i finalment, va anar a viure als Estats Units el 1939, on va ser professor de història de la música a Smith College, a la Universitat de Colúmbia, a la Universitat de Nova York, a la Universitat de Princeton i la Universitat de Michigan. I va rebre la nacionalitat americana. Algunes de les seves obres destacades que va escriure en aquesta època va ser El madrigal Italià el 1949.
Els fruits de la seva devoció que tenia per Mozart es poden veure en la revisió del Catàleg Köchel. Aquesta revisió es va tractar d'examinar tots els autògrafs disponibles com a base per a la nova cronologia i tenint en compte la nova classificació de Wyzew i Saint-Foix. D'aquesta revisió també va sortir l'obra Mozart: his Character, his Work, l'any 1945. Aquest llibre plasma la vida prodigiosa de Mozart. Per construir aquesta biografia, Einstein va recórrer a les cartes que es conservaven del epistolari mozartià i dels seus múltiples viatges. També segueix de prop els seus amors i bàsicament ofereix al lector l'evolució del desenvolupament de l'obra musical del compositor.

## Relació amb Albert Einstein
Mentre The New Grove Dictionary of Music and Musicians anomena que Alfred era cosí d'Einstein, el llibre The Concise Edition of Baker's Biographical Dictionary of Musicians defensa que no s'havia verificat cap relació. Algunes pàgines web afirmen que tots dos van descendir de Myses Einstein set generacions enrere, i que eren cosins sisens. La filla de l'Alfred, l'Eva, però, sosté que no estaven relacionats. Van ser fotografiats junts el 1947 quan Alfrerd Einstein va rebre un doctorat honorari de Princeton, tot i que no sabien que estaven llunyanament relacionats.

## Obra

### Escrits
- Zur deutschen Literatur für Viola da Gamba im 16. und 17. Jahrhundert (diss., U. of Munich, 1903; Leipzig, 1905/R); partial Eng. trans. in JVdGSA, xxiii (1986), 81–92
- ‘Die Briefe der Königin Sophie Charlotte und der Kurfürstin Sophie an Agostino Steffani’,, 8 (1906–7), 85–90
- ‘Italienische Musiker am Hofe der Neuburger Wittelsbacher, 1614– 1716’,, 9 (1907–8), 336–424 ZIMG SIMG
- ‘Eine Caccia im Cinquecento’, Festschrift … Rochus Freiherrn von Liliencron (Leipzig, 1910/R), 72–80
- ‘Die Aria di Ruggiero’,, 13 (1911–12), 444–54
- ‘Eine unbekannter Druck aus der Frühzeit der deutschen Monodie’,, 13 (1911–12), 286–96
- ‘Augenmusik im Madrigal',, 14 (1912–13), 8–21
- ‘Ein Madrigaldialog von 1594’,, 15 (1913–14), 202–12 ed.: Lebensläufe deutscher Musiker von ihnen selbst erzählt (Leipzig, 1915) [edns of autobiographies of J.A. HILLER, C.G. NEEFE and Gyrowetz]
- Geschichte der Musik (Leipzig, 1917, 6/1953; Eng. trans., 1936, 5/1948 as A Short History of Music; It. trans., 1960) ed. and trans.: B. MARCELLO: Das Theater nach der Mode (Múnic, 1917) ed.: H. RIEMANN: Musiklexikon (Berlin, 9/1919, 10/1922, 11/1929)
- ‘Die Parodie in der Villanella’,, 2 (1919–20), 212–24; Eng. trans. in The Italian Madrigal, i (Princeton, NJ, 1949/R), 373–8
- ‘Oswald Spengler und die Musikgeschichte’,, 3 (1920–21), 30– 32
- ed.: ‘Briefe von Brahms an Ernst’,, 4 (1921–2), 385–416 ed. H. RIEMANN: Handbuch der Musikgeschichte (Leipzig, 2/1922)
- ‘Der “Stile nuovo” auf dem Gebiet der profanen Kammermusik’,, 430–45
- ‘Paul Hindemith’,, 3/3 (1925–6), 21–6
- Das neue Musiklexikon (Berlin, 1926) [enlarged trans. of Arthur Eaglefield Hull: Dictionary of Modern Music and Musicians (Londres, 1924)]
- Heinrich Schütz (Kassel, 1928)
- ‘The Newer Counterpoint’,, 6/1 (1928–9), 29–34
- ‘Ein Emissär der Monodie in Deutschland: Francesco Rasi’, Musikwissenschaftliche Beiträge: Festschrift für Johannes Wolf, ed. W. LOTT, H. OSTOFF, and W. WOLFFHEIM (Berlin, 1929/R), 31–4
- ‘Annibale Padoanos Madrigalbuch’, Studien zur Musikgeschichte: Festschrift für Guido Adler (Vienna, 1930/R), 121–5
- ‘Filippo di Monte als Madrigalkomponist’, I: Liège 1930, 102–8
- ‘Eine unbekannte Arie der Marcelline’,, 13 (1930–31), 200–05
- ‘Anfänge des Vokalkonzerts',, 3 (1931), 8–13
- ‘The “Dialogo della musica” of Messer Anton Francesco Doni’,, 15 (1934), 244–53
- ‘Firenze prima della monodia’,, 7 (1934), 253–74
- ‘Italienische Musik und italienische Musiker am Kaiserhof und an den erzherzoglichen Höfen in Innsbruck und Graz’,, 21 (1934), 3–52
- ‘Das Madrigal zum Doppelgebrauch’,, 6 (1934), 110–16
- ‘Music as Wish Fulfilment’,, 12 (1934–5), 155–62
- ‘Bach through the Ages',, 16 (1935), 230–37
- Gluck (Londres, 1936/R; It. trans., 1946; Ger. orig., Zürich, 1954, 2/1987)
- ‘Mozart’s Four String Trio Preludes to Fugues of Bach’,, 77 (1936), 209–16
- ‘Un sonetto del Petrarca nella musica del Cinquecento’,, 9 (1936), 81–4
- ‘Die Text-Vorlage zu Mozarts “Zaïde”’,, 8 (1936), 30–37
- ‘Una ignota stampa musicale torinese’, La bibliofilia, 38 (1936–7), 229–33
- ‘Ancora sull' “aria di Ruggiero”’,, 41 (1937), 163–9
- ‘La prima “lettera amorosa” in musica’,, 10 (1937), 45–52
- ‘Vincenzo Galilei and the Instructive Duo’,, 18 (1937), 360–68 ed.: L. VON KÖCHEL: Chronologisch-thematisches Verzeichnis sämtlicher Tonwerke Wolfgang Amadé Mozarts (Leipzig, 3/1937, repr. with suppl. 1947/R); foreword repr. in Wolfgang Amadeus Mozart, ed. G. CROLL (Darmstadt, 1977), 163–214
- ‘Un libro di canzoni spirituale di Orfeo Vecchi’, La bibliofilia, 40 (1938–9), 38–46 ed.: Briefe deutscher Musiker (Amsterdam, 1939, 2/1955)
- ‘Two Missing Sonatas by Mozart’,, 21 (1940), 1–17 Greatness in Music (New York, 1941/R; Ger. orig., Zürich, 1951/R)
- ‘Mozart’s Choice of Keys',, 27 (1941), 415–21
- ‘Bibliography of Italian Secular Vocal Music Printed between the Years 1500–1700 by Emil Vogel', Notes, 2 (1944–5), 185–200, 275– 90; iii (1945–6), 51–66, 154–69, 256–71, 363–78; iv (1946–7), 41–56, 201–16, 301–16; v (1947–8), 65–96, 277–308, 385–96, 537–48 [addenda to VogelB; pubd separately as appx to repr. of VogelB (Hildesheim, 1972)]
- Mozart: his Character, his Work (New York, 1945, 4/1959/R; Ger. orig., 1947, rev. 2/1953/R; It. trans., 1952; Fr. trans., 1954)
- ‘The First Performance of Mozart’s “Entführung” in London',, 7 (1946), 154–60
- ‘The Greghesca and the Giustiniana of the Sixteenth Century’,, 1 (1946–7), 19–32
- Music in the Romantic Era (New York, 1947, 2/1949; Ger. trans., 1950; It. trans., 1952; Fr. trans., 1959; Pol. trans., 1965, 2/1983)
- ‘On Certain Manuscripts of Mozart’s hitherto Unknown or Recently Discovered',, 1/1 (1948), 13–16
- The Italian Madrigal (Princeton, NJ, 1949/R)
- ‘Vincenzo Ruffo’s “Opera nova di musica”’,, 3 (1950), 233–5
- ‘Orlando furioso and La Gerusalemme liberata as set to Music during the 16th and 17th Centuries', Notes, 8 (1950–51), 623–30
- ‘Andrea Antico’s “Canzoni nove” of 1510’,, 37 (1951), 330–39
- ‘Ein Kirchenwerk J.C.F. Fischers',, 23 (1951), 89–93
- ‘Mozart’s Kyrie, K.90’,, 37 (1951), 1–4
- Schubert: a Musical Portrait (New York, 1951; Ger. trans., 1952; Fr. trans., 1959; It. trans., 1970)
- ‘The Conflict of Word and Tone’,, 40 (1954), 329–49
- Essays on Music (New York, 1956, 2/1958)
- Von Schütz bis Hindemith (Zürich, 1957) [selected essays]
- Nationale und universale Musik: neue Essays (Zürich, 1958) ed. C. DOWER: Alfred Einstein on Music: Selected Music Criticisms (New York, 1991) [incl. selective list of pubns, 283–6]

### Edicions
- with A. SANDBERGER: Agostino Steffani: Ausgewählte Werke,, xi, Jg.vi/2 (1905)
- Beispielsammlung zu älteren Musikgeschichte (Leipzig, 1917, 4/1930) [pubd as musical exx. to 1938 edn of A Short History of Music]
- Luca Marenzio: Sämtliche Werke: Madrigale für fünf Stimmen, Publikationen älterer Musik, iv/1 (1929/R), vi/2 (1931/R)
- Italienische Musiker und das Kaiserhaus, 1567–1625, DTÖ, lxxvii, Jg.xli (1934)
- C.W. VON GLUCK: L'innocenza giustificata, DTÖ, lxxxii, Jg.xliv (1937)
- Canzoni, sonetti, strambotti et frottole, libro tertio (Andrea Antico, 1517), SCMA, 4 (1941)
- The Golden Age of the Madrigal (New York, 1942)
- Wolfgang Amadeus Mozart: The Ten Celebrated String Quartets (Londres, 1945)
- Joseph Haydn: Symphony no.87 in A Major, SCMA, 10 (1949)[7]

## El seu paper dintre la musicologia
Gràcies a la seva labor com a editor i crític musical de diversos diaris, se'l considera una autoritat en història i crítica de la música. Einstein va ser un editor altament qualificat, com es pot veure en les seves profundes revisions de Riemann's Musik Lexicon, la seva traducció ampliada del Diccionari Eaglefield-Hull, el seu treball per a la Zeitschrift für Musikwissenschaft i les seves edicions d'una gran varietat de musica. Els seus nombrosos articles, que abasten prop de mig segle, contenen un gran valor per aquest estudi acadèmic. I finalment llibres com Una breu Història de la Música són llibres remarcables per la musicologia.